# (4938) Papadopoulos
(4938) Papadopoulos – planetoida z głównego pasa planetoid okrążająca Słońce w ciągu 3,61 lat w średniej odległości 2,35 au. Odkrył ją Henri Debehogne 5 lutego 1986 roku w Obserwatorium La Silla. Nazwa planetoidy pochodzi od Christosa Papadopoulosa (1910-1992) – astrofotografa z Johannesburga, który w 1979 roku wydał trzytomowy atlas gwiazd True Visual Magnitude Photographic Star Atlas.